# Plumularia posidoniae
Plumularia posidoniae is een hydroïdpoliep uit de familie Plumulariidae. De poliep komt uit het geslacht Plumularia. Plumularia posidoniae werd in 1952 voor het eerst wetenschappelijk beschreven door Picard. 